# 哈勒哈勒县
哈勒哈勒县（波斯語：‎）是伊朗阿爾達比勒省下辖的一个县。居民大多为阿塞拜疆族。根据2006年的人口审查，全县人口为92,315，共22,969个家庭。 。全县共3座城市：Hashatjin、Kolowr和哈勒哈勒。